# Liste der Monuments historiques in Varennes-sur-Allier
Die Liste der Monuments historiques in Varennes-sur-Allier führt die Monuments historiques in der französischen Gemeinde Varennes-sur-Allier auf.

## Liste der Objekte
| Bezeichnung                       | Beschreibung                                 | Standort                            | Kennzeichnung | Schutzstatus | Datum | Bild |
| --------------------------------- | -------------------------------------------- | ----------------------------------- | ------------- | ------------ | ----- | ---- |
| Glocke                            | Bronze, 1749 gegossen                        | im Hôtel de Ville (Lage)            | PM03000550    | Classé       | 1943  |      |
| Skulptur Madonna und Kind         | Holz, farbig gefasst, romanisch              | in der Kapelle Chapelle de la Ronde | PM03000552    | Classé       | 1971  |      |
| Büste des Doktor Camille Sabatier | Bronze, Denkmal mit Sockel aus dem Jahr 1934 | an der Route nationale 7            | PM03001754    | Inscrit      | 2010  |      |
| Glocke                            | Bronze, 1597 gegossen                        | im Hôtel de Ville (Lage)            | PM03000551    | Classé       | 1918  |      |
| Gemälde Procession des Rosières   |                                              | in der Kirche St-Jean-Baptiste      | PM03001820    | Inscrit      | 1998  |      |